# Canal Nostalgia
Canal Nostalgia va ser un canal temàtic de Televisió Espanyola dedicat a l'emissió de programes de l'arxiu de TVE.

## Història
Canal Nostalgia va iniciar les seves emissions en 1997 dins d'un paquet de canals anomenat TVE-Tematica en el que s'estrenaven també Canal 24 Horas, Canal Alucine i Cine Paraíso. Aquests canals van començar emetent-se via satèl·lit, per passar a l'oferta de la desapareguda Via Digital a partir de 1997, plataforma on va passar la major part de la seva vida al canal 128.
Després de la fusió de Vía Digital i Canal Satélite Digital en la posterior Digital Plus, es va mantenir l'emissió de Canal Nostalgia únicament per als abonats procedents de Via Digital, i únicament mentre acabava el període contractat pels mateixos, per ser retirat per complet de Digital Plus passat aquell temps.
Poc temps després, Canal Nostalgia va fer el salt a Ono, on va passar els seus últims anys d'emissió. A mitjan 2005, Canal Nostàlgia va desaparèixer de l'oferta de la plataforma de Cable. El 30 de novembre del mateix any i amb el mateix equip, el seu successor, el canal TVE-50 va iniciar les seves emissions a través de la TDT.

## Programació
La programació de Canal Nostalgia tenia una durada de 12 hores, repetint-se el mateix bloc de 12 hores dues vegades al dia en el mateix ordre, a una vegada durant el dia i a una altra durant la nit i la matinada.
En ella s'incloïen programes clàssics de tota la història de TVE que es conservaven a l'arxiu de la cadena pública, i els seus gèneres eren tan variats com la programació en aquells anys: sèries, dramàtics, documentals, concursos, musicals, infantils, festivals, etc.
Normalment, Canal Nostalgia només emetia programes de producció pròpia de TVE, ja que per emetre programes com sèries estrangeres o pel·lícules, necessitava adquirir els drets d'emissió, encarint el cost d'emissió.

## Logotips
Canal Nostàlgia ha tingut dos logotips en la seva història. El primer d'ells té el nom "Canal Nostalgia" en color gris en la part inferior, i en la part superior una pantalla de color gris amb una gran N i una flor de tres pètals de colors blau, groc i verd en l'extrem superior dret de la N. A vegades apareixia una línia divisòria entre aquests dos elements, encara que normalment aquesta línia no apareixia. La mosca durant aquesta època era pràcticament igual, únicament canviant el nom inferior "Canal Nostalgia" pel logotip oficial de TVE.
El segon logotip és un bloc arrodonit de color groguenc amb la paraula "Nostalgia" en lletres negres i una petita televisió rodona, amb una antena de banyes, una pantalla blanca i la resta del mateix color groguenc de la resta del logo. Si s'usava com a logotip, la televisió estava situada centrada a sobre del nom i en gran manera. En la mosca, en canvi, la televisió reduïa considerablement la seva mida i se situava pegada a la cantonada superior esquerra del nom.